# بزرگراه ایالتی

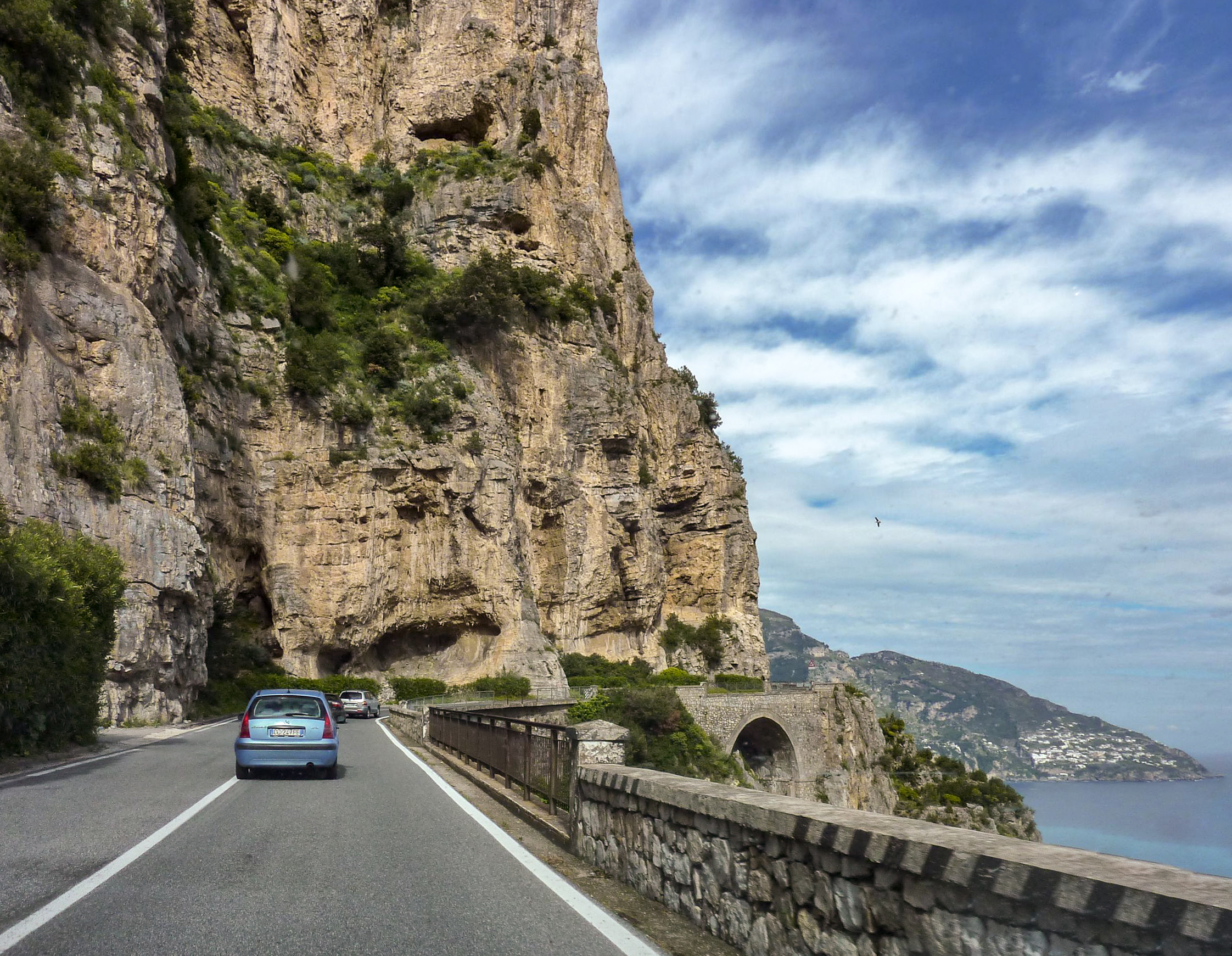
جاده دولتی 163 آمالفیتانا در ایتالیا

بزرگراه ایالتی (انگلیسی: State highway)، جادهٔ ایالتی یا مسیر ایالتی (یا نام‌های مشابه بزرگراه استانی، جاده استانی یا مسیر استانی) معمولاً به جاده‌ای گفته می‌شود که شماره‌گذاری یا نگهداری از آن توسط یک استان یا ایالت زیرملی انجام می‌شود. جاده‌ای که توسط یک استان یا ایالت شماره‌گذاری شود، مطابق با سلسله مراتب (شمارهٔ مسیرها برای کمک به مسیریابی کاربرد دارند و نشان‌دهندهٔ مالکیت یا نگهداری آن‌ها نیستند) در دستهٔ بزرگراه‌های شماره‌دار ملی قرار می‌گیرد کانادا یکی از شناخته‌شده‌ترین استثناها در این قانون است). جاده‌های تحت نگهداری یک ایالت یا استان هم شامل بزرگراه‌های شماره‌گذاری‌شده به‌صورت ملی، و هم شامل بزرگراه‌های ایالتی بدون شماره می‌شوند. بسته به ایالت مورد بحث، «بزرگراه ایالتی» می‌تواند برابر با یک مفهوم، و «جاده ایالتی» و «مسیر ایالتی» برای مفهوم دیگر مورد استفاده قرار گیرد.
در برخی کشورها نظیر نیوزیلند، واژهٔ «ایالت» به معنی کشور یا دولت مستقل به‌کار می‌رود؛ بنابراین، در کشورهایی نظیر این کشور، عبارت «بزرگراه ایالتی» جاده‌ای است که نگهداری و رسیدگی به آن، نه توسط مسئولان محلی، بلکه توسط دولت ملی انجام می‌گیرد.

## کشورها

### استرالیا

نماد مسیر ایالتی ۳ استرالیا

سامانه مسیرهای ایالتی استرالیا مسیرهای شهری و میان‌منطقه‌ای را پوشش می‌دهد که در سامانه‌های مسیرهای ملی یا بزرگراه‌های ملی گنجانده نشده‌اند. این مسیرها با یک نماد سپر آبی‌رنگ علامت‌گذاری شده‌اند. بعضی اوقات ممکن است با از رده خارج شدن یکی از مسیرهای ملی سابق، یک مسیر ایالتی شکل بگیرد.
بیشتر ایالت‌ها و قلمروها در استرالیا سامانه‌ای حرفی‌عددی را برای شماره‌گذاری مسیرها معرفی کرده‌اند که یا به‌طور کامل، یا تا حدودی جایگزین سامانه‌های قبلی شده‌اند.

### ایالات متحده آمریکا

نماد پیش‌فرض بزرگراه‌های ایالتی ایالات متحده آمریکا

به‌طور کلی، بزرگراه‌های ایالتی ترکیبی از جاده‌های اصلی و فرعی هستند؛ هرچند که برخی از آن‌ها نیز آزادراه هستند (برای مثال، مسیر ایالتی ۹۹ در کالیفرنیا که بسیاری از شهرهای دره مرکزی را به هم متصل می‌کند، مسیر ۱۲۸ در ماساچوست یا بخش‌هایی از مسیر ۱۰۱ در نیو همپشایر). طبق راهنمای دستگاه‌های کنترل یکنواخت ترافیک (MUTCD) هر ایالت دارای سامانهٔ شماره‌گذاری و نماد سپر مختص به خود است. نماد پیش‌فرض یک دایرهٔ سفید حاوی شمارهٔ سیاه با قلم سنز-سریف (معمولاً احاطه‌شده با یک مربح سیاه یا مربعی با گوشه‌های گرد) است. با این حال، هر ایالت آزاد است تا نمادی متفاوت برای خود برگزیند و بسیاری از ایالت‌ها نیز چنین کرده‌اند. ایالت‌ها می‌توانند طراحی نماد خود را به‌طور هماهنگ با خصوصیات خود ایالت انجام دهند (برای مثال، به‌طوری که نمایانگر یک دید کلی از ایالت باشد) تا بتوان نمادهای مسیرهای ایالتی را از مسیرهای میان‌ایالتی، شهرستانی یا شهری تمایز داد.